# Zehra Muidović-Hakirević
Zehra Muidović-Hakirević (Sarajevo, 13. listopada 1912. – Sarajevo, 29. ožujka 1971.), bosanskohercegovačka antifašistkinja i narodna heroina Jugoslavije.

## Životopis
Zehra Muidović je rođen u Sarajevu 1912. godine. Nakon obrazovanja u rodnom gradu, radila je u Državnoj hipotekarnoj banci, i usporedno studirala na Pravnom fakultetu u Zagrebu, na kojem je diplomirala 1936. godine. Bila je jedna od prvih visokoobrazovanih žena u Bosni i Hercegovini. Pri povratku u Sarajevo, radila je u humanitarnim i kulturno-prosvjetnim organizacijama Trezvenost, Narodne uzdanice i Gajret te se zalagala za emancipaciju žena.
Pred Drugi svjetski rat uključuje se u revolucionarni pokret, a nakon okupacije Sarajeva 1941. godine postaje jedna od najaktivnijih članica pokreta otpora. U njenoj kući na Velikom Alifakovcu sastajale su se partizanke i druge žene koje su sudjelovale u NOB-u, a tu se održavao i radio-telegrafski tečaj. Zehra je na sijelima regrutirala žene za sudjelovanje u NOB-u, skrivala članice pokreta otpora, ili im davala zarove kako bi se mogle neometano kretati gradom. Utočište kod nje je pronašla i narodna heroina Radojka Lakić, koja je dva mjeseca pod lažnim imenom živjela u jednosobnom stanu u kući Zehre Muidović.
Zehra je uhićena krajem 1942. godine, te je u ustaškom zatvoru bila do siječnja 1943. godine. Na ljeto 1943. godine, pridružila se Petoj krajiškoj brigadi i konačno postaje partizanka. Sudjelovala je na Drugom (1944.) i Trećem zasjedanju ZAVNOBiH-a (1945.) te bila potpredsjednica Glavnog odbora Antifašističkog fronta žena (AFŽ) u Sarajevu. Sa Sidom Omerbašić 1947. godine pokreće Rezoluciju o pokretu muslimanki za skidanje zara, koja je usvojena na Drugom kongresu AFŽ-a u Sarajevu, u srpnju 1947. godine, kada su neke muslimanke prvi put skinule zar.
Umrla je u Sarajevu 29. ožujka 1971. godine. Sarajevsko porodilište na Jezeru je nosilo njeno ime, kao i jedna sarajevska ulica, ali su njihovi nazivi promijenjeni.

## Vanjske povezice
- Zehra Muidović-Hakirević,